# Eoscarta deprivata
Eoscarta deprivata är en insektsart som först beskrevs av Walker 1858.  Eoscarta deprivata ingår i släktet Eoscarta och familjen spottstritar. Inga underarter finns listade i Catalogue of Life.